# 慶星大・釜慶大駅
慶星大・釜慶大駅（キョンソンデ・プギョンデえき）は、大韓民国釜山広域市南区に位置する釜山交通公社2号線の駅である。駅番号は212。「東明大学校」を副駅名としている。
案内上の日本語表記は慶星大学・釜慶大学駅。

## 駅構造
相対式ホーム2面2線を有する地下駅。フルスクリーンタイプのホームドアが設置されている。出入口は6箇所に設けられている。

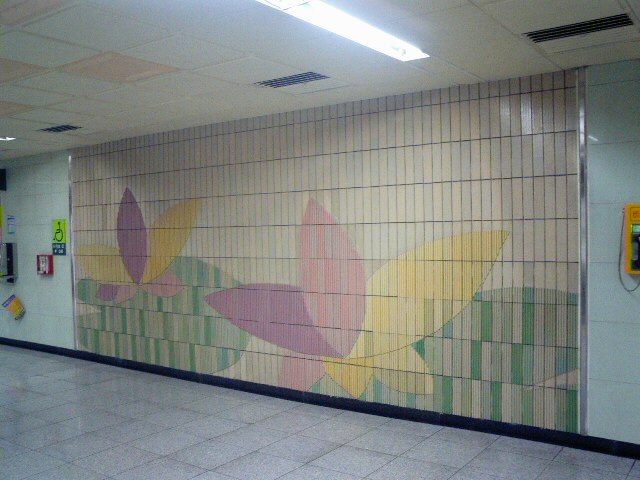
構内壁面のモザイクタイル（2009年1月）
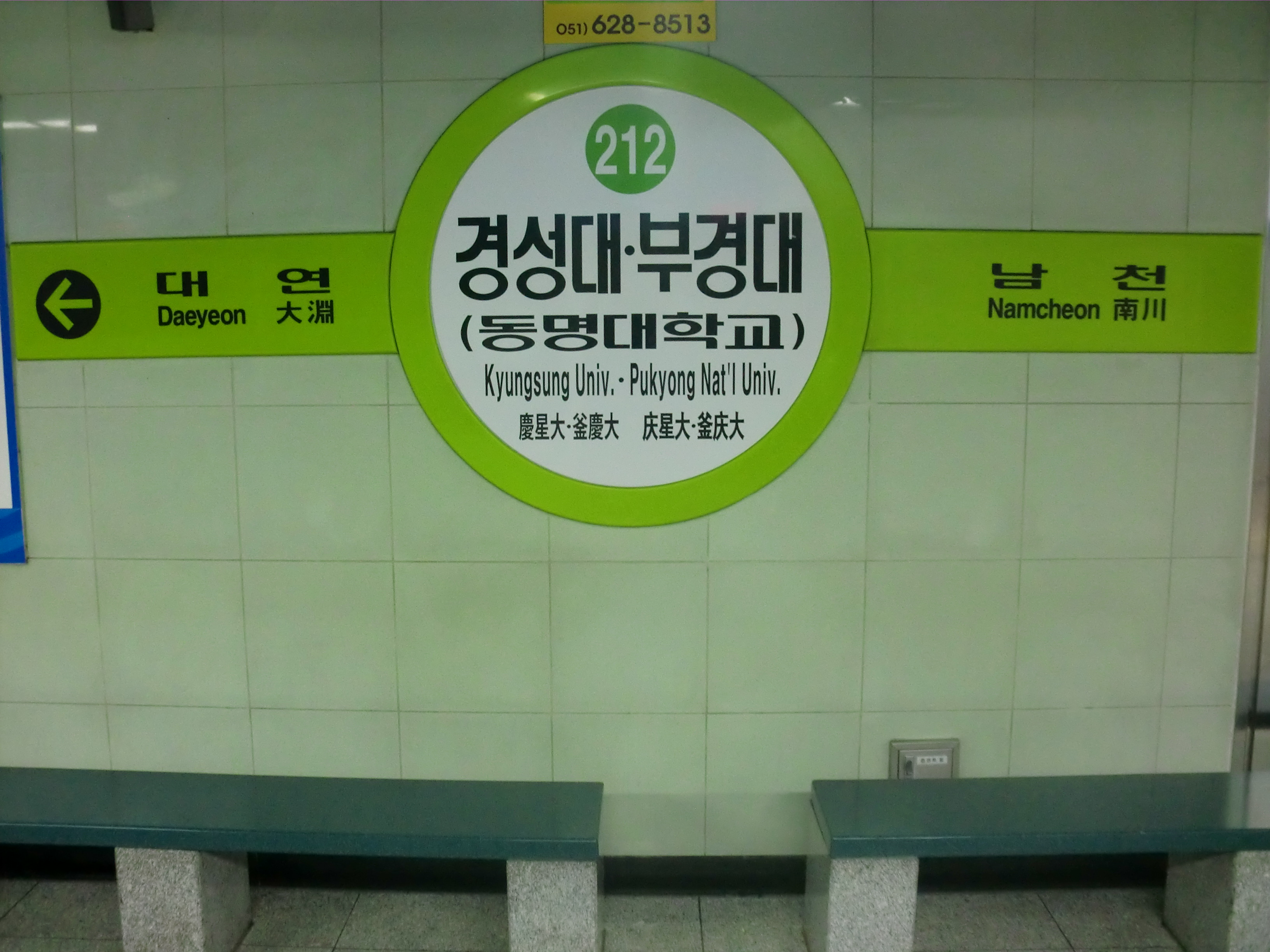
駅名標

### のりば
| 上り | 2号線 | 萇山方面 |
| 下り | 2号線 | 梁山方面 |

## 歴史
- 2001年8月8日 - 開業。

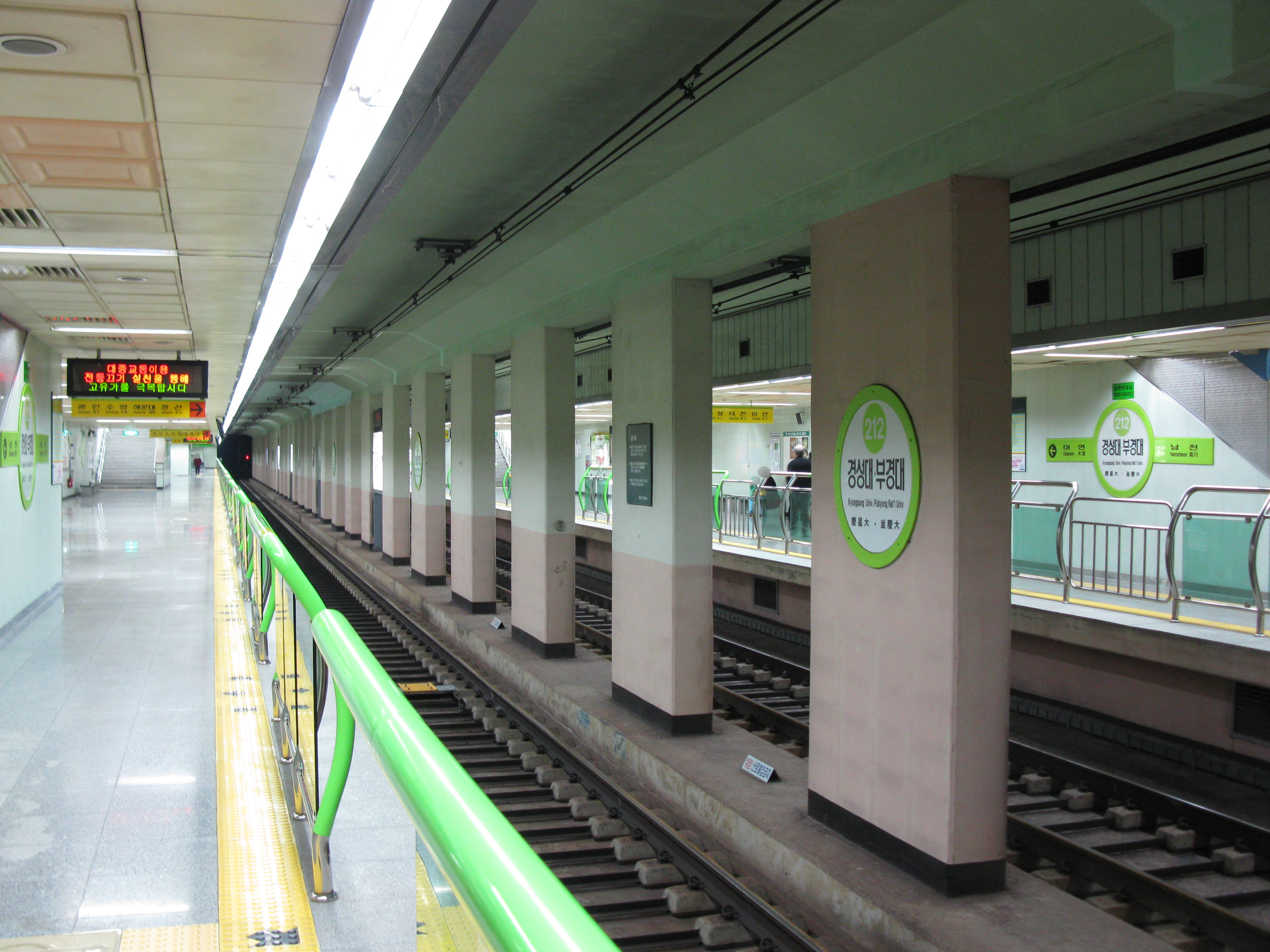
ホームドア設置前（2009年2月）

### 駅名について
当初の仮称は周辺地域に因んだ「龍沼駅」だったが、駅周辺にある慶星大学校と釜慶大学校の反発で「慶星大·釜慶大」に変更された。その後にも地域住民たちの請願でまた「龍沼」に戻るなど混乱があったが、釜山交通公団（現・釜山交通公社）が正式に駅名を「慶星大·釜慶大」に決定したことで論争は一旦終わった。しかし駅名決定以後にも一年ほど地域住民による反発があった。

## 駅周辺
- 慶星大学校
- 釜慶大学校
- 東明大学校
- 釜山南部警察署大淵地区隊
- 釜山南部警察署大淵1治安センター
- 南部消防署大淵119安全センター
- 大淵高等学校
- 韓国交通放送釜山交通放送局
- 釜山南部運転免許試験場

## 隣の駅
釜山交通公社
 2号線
南川駅 (211) - 慶星大・釜慶大駅 (212) - 大淵駅 (213)